# Siremata juruti
Espèce
Siremata juruti est une espèce d'araignées mygalomorphes de la famille des Dipluridae.

## Distribution
Cette espèce est endémique du Pará au Brésil,. Elle se rencontre vers Juruti.

## Description
Le mâle holotype mesure 2,16 mm et la femelle paratype 2,85 mm.

## Publication originale
- Passanha & Brescovit, 2018 : On the Neotropical spider subfamily Masteriinae (Araneae, Dipluridae). Zootaxa, no 4463(1), p. 1-73.